# Museu de l'Horta d'Almàssera
El Museu de l'Horta d'Almàssera és un museu etnològic, inaugurat el 19 de maig de 1999 que va iniciar el seu camí com a projecte museogràfic amb què es pretenia recollir el mode de vida agrícola propi de tota l'horta de València ciutat, gràcies a la iniciativa col·laborativa de l'Ajuntament d'Almàssera (qui el gestiona) i la Conselleria d'Agricultura, pesca i Alimentació de la Generalitat Valenciana.

## Història
El Museu s'ubica en un rehabilitat antic escorxador del segle XIX situat a la localitat d'Almàssera, a la comarca de l'Horta Nord de València, al camí del Mar, envoltat pels camps de conreu.
Es convertí en Museu gràcies a la resolució de 16 de febrer de 2000, del conseller de Cultura, Educació i Ciència, per la qual es reconeix el Museu de l'Horta d'Almàssera com a Col·lecció Museogràfica Permanent.
L'equip encarregat del disseny del projecte museogràfic de l'exposició permanent dirigit pel professor de la Universitat de València Enric Guinot, partint de la idea de preservar de part del patrimoni etnològic local evitant-ne així la desaparició.
Es va concebre com un espai expositiu amb caràcter tant etnològic com botànic, intentant a més ser un espai de trobada, d'estudi i de reflexió sobre els principals fets que constitueixen i defineixen la nostra horta, tractant àmbits que abasten des dels oficis, la gent que viu a l'horta, la transmissió oral, les cançons, les eines o els mètodes de treball, el sistema hidrològic, la normativització, els cultius, etc.
L'any 2013 va renovar la seua exposició permanent.
Forma part de la Xarxa de Museus Enològics Locals de la Diputació de València des de la seva creació l'any 2017, coordinada pel Museu Valencià d'Etnologia, L'ETNO.
L'any 2020 es va iniciar el programa Un Pas Endavant amb el qual es pretenia crear una consciència cultural del valor real i profund de l'horta, tant com a espai natural, com a patrimoni de tots, ja siguin locals o de la resta del món, a més de considerar-se com un projecte necessari per a la difusió el coneixement dels valors tradicionals, combinant-los amb la nova modernitat del segle XXI; per això, el programa es va prorrogar durant l'any 2021. El programa va comptar amb la col·laboració de l'àrea de cultura de la Diputació i EtnoXarxa Museus Valencians, que va subvencionar el projecte amb més de 8.000 euros.
A més, el programa es va considerar tant una forma de promocionar el creixement del municipi amb criteris de sostenibilitat, alhora que proporcionava un desenvolupament turístic sostenible, utilitzant els diferents vessants que conformen l'activitat de l'horta (econòmica productiva, paisatgística, tecnològica i d'enginyeria hídrica , gastronòmica, lúdica, esportiva, cultural, educacional, mediambiental, investigadora-acadèmica, etc.), i col·locant el Museu de l'Horta com a impulsor i referent de tota aquesta actuació.

## Descripció
Dins del museu es poden distingir dos grans espais, l'estrictament museístic, el qual s'ubica dins de l'edifici i que, alhora, està dividit en tres ambients diferenciats:
- la cuina: espai que tracta de mostrar la vida quotidiana dels nostres avantpassats.
- la sala d'exposicions: on es troben les vitrines amb la col·lecció de peces etnogràfiques.
- l'andana: que constitueix un espai polivalent.

I un segon espai que està constituït per l'exterior del terreny i que està format pels cultius, els arbres fruiters (i des de l'any 2018 també plantes mediterrànees i aromàtiques) i el jardí, que a més de zona d'exposicions constitueix un lloc d'esbarjo per als visitants.
El museu a part del seu paper cultural, va ser concebut amb un caràcter integrador i polivalent, per això l'espai s'utilitza per a altres finalitats diferents de la museística, com ara:
- esdeveniments festius
- formalitzar i festejar matrimonis civils
- reservori de plantes aromàtiques amb diversa funcionalitat
- lloc d'esbarjo i jardí.
- espai per a la realització de diferents tallers.
- hivernacle de plantació al servei de jardineria.
- cau ferial i altres esdeveniments com el Dia Internacional del Museu (DIM)

### Espai museístic
Dins l'espai museístic es poden contemplar part dels fons d'aquest museu que compta amb més de 600 peces (només se n'exposen al voltant de la meitat) Dins l'edifici de l'escorxador on aquests fons, provinents majoritàriament per les donacions dels habitants del municipi, s'exposen, en un l'espai que es distribueix en tres zones (que tracten de reproduir l'àmbit domèstic i laboral dels agricultors d'aquesta comarca entre finals del segle XIX i principis de XX):
- les dues naus laterals. La nau dreta reflecteix la vida domèstica i hi destaquen quatre seccions de diferent temàtica: la cuina, el foc, la infantesa i la religiositat. Per la seva banda, la nau esquerra abasta la vida laboral, mostrant eines de treball i estris de cultiu.
- el pati central. S'hi mostra la típica entrada de les cases de la comarca de considerable entrada central per poder guardar dins el carro.

A més d'aquests fons que es troben al mateix museu, part de la seva col·lecció està custodiada al dipòsit del Museu d'Etnologia de València a les seves instal·lacions de Bétera.